# Miranda de Arga
Miranda de Arga – gmina w Hiszpanii, w Nawarze, o powierzchni 59,79 km². W 2011 roku gmina liczyła 916 mieszkańców.